# 奇亞拉赫山 (卡納斯省)
14°21′28″S 71°23′39″W / 14.35778°S 71.39417°W
奇亞拉赫山（Ch'iyar Jaqhi），是秘魯的山峰，位於該國南部庫斯科大區，由卡納斯省的蘭吉區、克韋區和亞納奧卡區負責管轄，屬於安地斯山脈的一部分，海拔高度4,654米。